# Joseph-Dominique-Emmanuel Le Moyne de Longueuil
Joseph-Dominique-Emmanuel Le Moyne de Longueuil (né le 2 avril 1738 à Soulanges en Nouvelle-France et mort le 19 janvier 1807 à Montréal) est le quatrième seigneur de Soulanges et le second seigneur de la Nouvelle-Longueuil. Il est le fils de Paul-Joseph Le Moyne, seigneur de Soulanges et premier seigneur de Nouvelle-Longueuil, et de Marie-Geneviève Joybert de Soulanges, seigneuresse de Soulanges. Il épouse en 1770 Marie-Louise Prud'homme, laquelle lui donne un unique fils mort en bas âge,.

## Biographie

### Carrière militaire
Le Moyne de Longueuil est militaire de carrière. En Nouvelle-France, il est nommé cadet soldat en 1750 par le marquis de Jonquière, enseigne en second en 1751, enseigne en pied en 1755 et lieutenant d'infanterie en 1759,. Les liens entre sa famille, les Le Moyne de Longueuil, et les nations amérindiennes, favorisent le rôle qu'il joue auprès des Hurons tout au long de sa carrière militaire en Nouvelle-France.

### Seigneuries
À la mort de son père en 1768, Joseph-Dominique-Emmanuel Le Moyne de Longueuil reçoit en héritage les seigneuries de Soulanges, de la Nouvelle-Longueuil et de Pointe-à-l'Orignal. Il tire des revenus annuels d'environ 300 # de ses seigneuries, essentiellement de Soulanges. Il vend la seigneurie de Pointe-à-l'Orignal en 1784. En 1807, il meurt sans descendance. Il lègue ses seigneuries de Soulanges et de la Nouvelle-Longueuil à Jacques-Philippe Saveuse de Beaujeu, son neveu, lequel assure la descendance seigneuriale,,.